# 路易斯·普拉纳斯
路易斯·普拉纳斯·普查德斯（西班牙語：Luis Planas Puchades，1952年11月20日—）是西班牙工人社会党政治人物，劳动监察员。

## 经历
毕业于華倫西亞大學法律系。1980年开始在科尔多瓦市劳动监察和社会保障局工作。1982年至1987年担任众议院科爾多瓦选区议员。1986年至1993年任欧洲议会议员，是1990年跨大西洋经济理事会的创始成员之一。
1993年至1996年历任安达卢西亚自治区政府农业与渔业部长和主席团参赞。1996年当选安达卢西亚政府议会参议员，但不久后辞任，来到布鲁塞尔担任欧洲联盟委员会副主席曼努埃尔·马林的助理。
1999年至2004年一直是欧洲联盟委员会经济与货币事务专员佩德罗·索尔韦斯手下的首席助理。2004年被任命为西班牙驻摩洛哥大使，任期为2004年5月1日至2010年10月5日。2010年10月5日至2011年12月31日担任西班牙常驻欧洲联盟代表。
2012年5月7日，他回到西班牙，不久后被任命为安達盧西亞自治区农业、渔业与环境部长。2013年7月，他在苏萨娜·迪亚斯当选安达卢西亚政府主席之前宣布辞职。
自2014年1月起担任欧洲经济社会委员会秘书长。
在2018年西班牙政府不信任案公决后，人民党主席拉霍伊被迫辞职，工人社会党总书记桑切斯成为新任西班牙首相。在重组内阁中，他被任命为农业、渔业与食品大臣。6月7日出席了萨苏埃拉宫就职仪式。
2019年西班牙大选后的第二天，也就是4月29日，桑切斯内阁成为看守内阁。5月21日，原地方政策与公共职能大臣梅丽特克塞尔·巴泰特就任众议院议长。他接任巴泰特原来的职务。2020年1月，继续担任第二次桑切斯内阁农业、渔业与食品大臣。